# Max Leibbrand
Max Leibbrand (geboren 15. Juni 1882 in Sigmaringen; gestorben 7. August 1946 in Bielefeld) war ein deutscher Ingenieur und Eisenbahnmanager. Nach dem Ingenieursstudium trat er in den Dienst der Preußischen Staatseisenbahnen. Von 1932 bis 1942 gehörte er dem Vorstand der Deutschen Reichsbahn-Gesellschaft (bis 1937) bzw. der Deutschen Reichsbahn (ab 1937) an. Ab Juni 1945 war er bis zu seinem Tod Leiter der Reichsbahn-Generaldirektion in der Britischen Besatzungszone.

## Leben
Während seines Studiums wurde er in Darmstadt Mitglied der Studentenverbindung Gesellschaft Burg. Er war Ehrenmitglied der Burschenschaft Virtembergia Stuttgart im ADB.
Nach dem Bauingenieursstudium trat Leibbrand als Regierungsbauführer in den Dienst der Preußischen Staatseisenbahnen. 1910 bestand er die Prüfung zum Regierungsbaumeister. 1912 wurde er als „Hilfsarbeiter“ in das für die Eisenbahnen zuständige Ministerium der öffentlichen Arbeiten versetzt. Während des Ersten Weltkriegs leistete Leibbrand Kriegsdienst. Er wurde nach dem Ende des Kaiserreichs ab 1919 als Referent in das neugegründete Reichsverkehrsministerium (RVM) übernommen.
Kurzzeitig war Leibbrand ab 1921 Betriebsamtsvorsteher bei der Reichsbahn in Elberfeld, ging aber 1923 als Referent zurück in das RVM. Im Zuge der Umsetzung des Dawes-Plans wurde für die neugegründete Deutsche Reichsbahn-Gesellschaft 1924 aus dem RVM eine eigenständige Reichsbahn-Hauptverwaltung ausgegliedert, in der er das Referat 23 (Oberste Betriebsleitung und Güterzugfahrplan) übernahm. 1930 wurde Leibbrand Präsident der aufgrund ihrer Kohlegruben bedeutsamen Reichsbahndirektion Essen.  Zwei Jahre später holte ihn Reichsbahn-Generaldirektor Julius Dorpmüller, der früher ebenfalls Direktionspräsident in Essen gewesen war, als Leiter der Betriebs- und Bauabteilung der Reichsbahn-Hauptverwaltung nach Berlin. Zugleich wurde er mit Übernahme dieses Postens Mitglied im Vorstand der Reichsbahn-Gesellschaft. In seiner neuen Funktion setzte er sich besonders für die Einführung von Verbrennungstriebwagen bei der Reichsbahn ein. Er war unter anderem für die Einführung des neuen Netzes der Schnelltriebwagen, basierend auf den positiven Erfahrungen mit dem Fliegenden Hamburger, zuständig. 1931/1932 wurde ihm die Ehrendoktorwürde (Dr.-Ing. E. h.) der TH Darmstadt verliehen.
Die Deutsche Reichsbahn-Gesellschaft wurde 1937 mit dem Gesetz zur Neuregelung der Verhältnisse der Reichsbank und der Deutschen Reichsbahn von einer eigenständigen Gesellschaft zurück in die direkte Verwaltung durch das Reich übernommen, die Hauptverwaltung der Reichsbahn ging im RVM auf. Leibbrand erhielt den Rang eines Ministerialdirektors und Leiters der Betriebs- und Bauabteilung E II im RVM, seine Aufgaben als oberster Betriebsleiter der Reichsbahn blieben weitgehend gleich. Am 12. August 1937 beantragte er die Aufnahme in die NSDAP und wurde rückwirkend zum 1. Mai desselben Jahres aufgenommen (Mitgliedsnummer 4.363.242). Seiner Abteilung zugeordnet war unter anderem das Referat 21 „Massenbeförderung“, das ab 1940 für die Organisation und Fahrplanung der von der SS bestellten Sonderzüge zur Deportation von Juden aus Deutschland zuständig war.
Nach dem Überfall auf die Sowjetunion im Juni 1941 kam es im Spätherbst 1941 zu einer ernsthaften Transportkrise an der Ostfront. Da die sowjetischen Eisenbahner den Großteil ihres Rollmaterials zerstören oder in Sicherheit bringen konnten, musste die Reichsbahn zur Sicherung des Nachschubs das Schienennetz auf die mitteleuropäische Normalspur umspuren und mit ihren eigenen Lokomotiven bedienen. Diese waren nicht für die klimatischen Verhältnisse in Russland ausgelegt und froren reihenweise ein. Zunächst wurde der gesamte Eisenbahnbetrieb hinter der Front im Januar 1942 durch Adolf Hitler der Verantwortung der Wehrmacht entzogen und dem RVM übertragen. Diese Maßnahme konnte die Transportprobleme nicht beheben. Auf Betreiben Albert Speers, der die Reichsbahnführung als überaltert und unflexibel ansah, musste im Mai 1942 zunächst Wilhelm Kleinmann, der bisherige Staatssekretär im RVM, seinen Posten für den erst 37 Jahre alten Albert Ganzenmüller räumen. Auch Max Leibbrand musste zwei Monate später seinen Posten zugunsten des acht Jahre jüngeren Gustav Dilli verlassen. Er übernahm Aufgaben in der Planung der Hitlerschen 3-Meter-Breitspurbahn, die der Erschließung und Ausbeutung der eroberten Ostgebiete dienen sollte.
Nach dem Zusammenbruch des Dritten Reichs im Mai 1945 wurde Leibbrand von den Alliierten zunächst verhaftet. Verkehrsminister Dorpmüller hatte ihn in seinen Ausarbeitungen für die Alliierten allerdings als einen möglichen Nachfolger empfohlen. Die Alliierten griffen in der Folgezeit wiederholt auf Dorpmüllers Vorschläge zurück, so auch bei Leibbrand. Er wurde aus der Internierung bereits im Juli 1945 entlassen und übernahm die Position des Generaldirektors der Reichsbahn für die britische Besatzungszone mit Sitz in Bielefeld. Knapp ein Jahr später starb er überraschend nach einem Schlaganfall, sein Nachfolger wurde Fritz Busch.
Der Verkehrsplaner Kurt Leibbrand (1914–1985) war sein Sohn.